# Greendale (Wisconsin)
Greendale è un comune (village) degli Stati Uniti, situato in Wisconsin, nella Contea di Milwaukee.
In questa città si svolge la serie Le terrificanti avventure di Sabrina.